# Universidad Nacional de Moquegua
La Universidad Nacional de Moquegua (UNAM) es una entidad estatal de educación superior universitaria, ubicada en la ciudad de Moquegua, Perú. Fue establecida el 24 de mayo de 2005.

## Historia
El 10 de julio de 2007, mediante Resolución Nro. 204-2007-CONAFU, se aprueba el Proyecto de Desarrollo Institucional de la Universidad Nacional de Moquegua, presentado por la Promotora Ministerio de Educación y mediante el cual se considera iniciar el funcionamiento de nuestra institución con las carreras profesionales de Ingeniería Pesquera, Ingeniería de Sistemas e Informática e Ingeniería Ambiental en la sede de Ilo; además de Gestión Pública y Desarrollo Social, Ingeniería Agroindustrial e Ingeniería de Minas, en la sede de Mariscal Nieto.
La Ley de creación N.º 28520, señala que la Universidad Nacional de Moquegua, utilizará temporalmente, en convenio con el Ministerio de Educación, la infraestructura del Instituto Superior Tecnológico José Carlos Mariátegui, de la ciudad de Moquegua y del Instituto Superior Luis E. Valcárcel de la ciudad de Ilo, locales donde se acordó desarrollar el dictado de clases de la especialidad y/o carrera profesional según la sede destinada para cada una de estas. Dos semanas después, el 24 de julio de 2007, mediante Resolución N.º 206-2007-CONAFU, se resuelve reconocer a los integrantes de la Comisión Organizadora de la Universidad Nacional de Moquegua, integrada por el Dr. Jesús Ángel Chávez Machado como presidente, Dr. Andrés Avelino Valencia Gutiérrez como vicepresidente académico, y el Dr. Juan Vitaliano Rodríguez Pantigoso como vicepresidente administrativo.
Establecida la Comisión Organizadora se procede el 12 de septiembre de 2007, a firmar el Convenio Marco con el Gobierno Regional de Moquegua con el fin de aunar esfuerzos de cooperación interinstitucional, para la puesta en marcha del funcionamiento de la Universidad Nacional de Moquegua. El 28 del mismo mes, en sesión extraordinaria del Consejo Universitario se aprueba la puesta en vigencia, provisional y progresiva del Estatuto de la universidad y que forma parte del PDI aprobado por el CONAFU.
Con fecha 3 de octubre del presente año, en Sesión Ordinaria del Concejo Municipal Provincial de Ilo, con Acuerdo de Concejo Nro. 91-2007-MPI, se acordó: Adjudicar en la modalidad de donación a favor de la Universidad Nacional de Moquegua el terreno ubicado en el área 9B-El Algarrobal, Zona de la Pampa Inalámbrica, del Distrito del Algarrobal, Provincia de Ilo, con una extensión de 118 663, 62 metros cuadrados y un perímetro de 1 382,62 ml., inscrito en la Partida Nº11009587 del Registro de Propiedad Inmueble de la Oficina Registral de Ilo. El mismo día, 3 de octubre de 2007, se aprobó en sesión ordinaria del Consejo Universitario la denominación de las sigla distintiva de la Universidad Nacional de Moquegua que corresponde a: “UNAM”. También se aprueba el uso del lema “Universitas Universitatis” cuyo significado es “La Universidad de Universidades”.
El 17 de octubre de 2007, se firma el convenio de Ejecución de Proyectos que celebra el Gobierno Regional de Moquegua y la Comisión Organizadora de la Universidad Nacional de Moquegua, con el objeto de llevar adelante la Ejecución de Proyectos de Pre inversión e Inversión: “Creación y Funcionamiento de la Universidad Nacional de Moquegua- Región Moquegua” y “Construcción e Implementación de la Universidad Nacional de Moquegua-Región Moquegua”. Es inscrita ante la Superintendencia Nacional de Administración Tributaria SUNAT, el 18 de octubre de 2007, obteniendo el RUC N.º 20449347448, y teniendo como representante Legal al Dr. Jesús Ángel Alejandro Chávez Machado en su calidad de Presidente de la Comisión Organizadora. Ya el 26 de octubre, la Universidad Nacional de Moquegua es inscrita en el Registro de Personas Jurídicas rubro: Constitución de Asociaciones con partida electrónica Nro. 11019350 en la Oficina Registral de Moquegua, zona registral Nro. XIII sede Tacna de la Superintendencia Nacional de los Registros Públicos.
Con fecha 29 de octubre de 2007, mediante Oficio Nro. 003-B-2007/CO/UNAM se solicita al Consejo Nacional para la Autorización del Funcionamiento de Universidades, CONAFU, la Resolución de Funcionamiento Provisional de esta Casa Superior de Estudios.
El 12 de noviembre de 2007, mediante Oficio Nro. 0041-2007-P/CO/UNAM, se solicita al Ministerio de Educación el pago de derecho de trámite para que la Licencia Provisional de Funcionamiento de la Universidad Nacional de Moquegua, entre en proceso de evaluación y aprobación, cumpliendo lo prescrito en la Resolución N.º 196-2004-CONAFU, en lo que estipula el Título V, de la Implementación Inicial, Arts. 37 y 38
Con fecha 15 de noviembre del año 2007, mediante Oficio Nro. 0044-2007-P/CO/UNAM, previo pago de derecho de trámite por parte del Ministerio de Educación- Promotora de la Universidad- se ingresó el expediente de Autorización de Funcionamiento Provisional de la Universidad Nacional de Moquegua que consta de aprox. 700 folios más un archivo electrónico que incluye: Autorización de Funcionamiento Municipal en los distritos de Samegua en la Provincia de Mariscal Nieto, e Ilo en la Provincia de Ilo.
El 20 de noviembre de 2007, la Universidad Nacional de Moquegua recibió un pabellón de seis aulas construidas por la Municipalidad Provincial de Mariscal Nieto, en las instalaciones del Instituto Superior Tecnológico “José Carlos Mariátegui” del Distrito de Samegua.
Con fecha 28 de noviembre de 2007, en Sesión del Consejo Consultivo del CONAFU, se aprueba el expediente de Licencia Provisional de Funcionamiento de la Universidad Nacional de Moquegua.
Con fecha 29 de noviembre de 2007, en coordinación con el presidente del CONAFU, Dr. Rafael Castañeda Castañeda, se acuerda realizar la Ceremonia de Instalación Oficial de Funcionamiento Provisional de la Universidad Nacional de Moquegua, para el día lunes 17 de diciembre de 2007 mediante Resolución 336-2007-CONAFU
Actualmente, la Universidad Nacional de Moquegua, proyecta consolidarse como la mejor Universidad del Sur del País con sólidos objetivos de calidad y competitividad, contando para ello con el apoyo de las autoridades locales, regionales, nacionales y de su naciente comunidad universitaria.

## Licenciamiento Institucional
Mediante resolución N° 103-2017-SUNEDU/CD la Superintendencia Nacional de Educación Superior Universitaria (SUNEDU) otorgó el Licenciamiento Institucional a la Universidad Nacional de Moquegua.
La SUNEDU corroboró que la UNAM brinda un servicio educativo que cumple con las Condiciones Básicas de Calidad exigidas por la Ley Universitaria, compromiso que beneficia a sus más de 1 300 estudiantes distribuidos en sus 6 programas de pregrado.
“La Universidad Nacional de Moquegua ha demostrado en sus once años de vida institucional que es posible manejar con eficiencia los recursos asignados por el Estado y lograr grandes avances en sus líneas de investigación y formación docente. Es una institución pública joven, pero apuesta por la calidad educativa”, señaló Lorena Masías, titular de la SUNEDU.

## Sedes
- Sede Principal: Calle Áncash s/n cercado de Moquegua.
- Filial Ilo: Urb. Ciudad Jardín s/n distrito de Pacocha.
- Filial Ichuña: Calle San Ignacio s/n distrito de Ichuña - Provincia General Sánchez Cerro

## Organización
| Facultad de Ingenierías       | Ingeniería de Sistemas e Informática | Mostrar perfil |                                    |                             |                                  |
| Facultad de Ingenierías       | Ingeniería de Minas                  | Mostrar perfil |                                    |                             |                                  |
| Facultad de Ingenierías       | Ingeniería Civil                     | Mostrar perfil |                                    |                             |                                  |
| Facultad de Ingenierías       | Ingeniería Pesquera                  | Mostrar perfil |                                    |                             |                                  |
| Facultad de Ingenierías       | Ingeniería Ambiental                 | Mostrar perfil |                                    |                             |                                  |
| Facultad de Ingenierías       | Ingeniería Agroindustrial            | Mostrar perfil |                                    |                             |                                  |
| Facultad de Medicina          | Medicina Humana (licenciado)         |                |                                    |                             |                                  |
| Facultad de Ciencias Sociales | Gestión Pública y Desarrollo Social  | Mostrar perfil | [[Administración]\| Mostrar perfil | [[Derecho]\| Mostrar perfil | [[Contabilidad]\| Mostrar perfil |

## Rankings académicos
En los últimos años se ha generalizado el uso de rankings universitarios internacionales para evaluar el desempeño de las universidades a nivel nacional y mundial; siendo estos rankings clasificaciones académicas que ubican a las instituciones de acuerdo a una metodología científica de tipo bibliométrica que incluye criterios objetivos medibles y reproducibles, tomando en cuenta por ejemplo: la reputación académica, la reputación de empleabilidad para los egresantes, la citas de investigación a sus repositorios y su impacto en la web. Del total de 92 universidades licenciadas en el Perú, la Universidad Nacional de Moquegua se ha ubicado regularmente dentro del tercio medio a nivel nacional en determinados rankings universitarios internacionales.